# محافظة كاتانغا
كاتانغا هي إحدى محافظات «جمهورية الكونغو الديمقراطية» السابقة بين عامي 1966 و 2015، كان بين عامي 1971 و 1997 أسمها (أثناء حكم موبوتو سيسي سيكو عندما كانت تُعرف باسم الكونغو زائير) محافظة شابا.
العاصمة الإقليمية في كاتانغا هي لوبومباشي، كانت مساحة المنطقة هي 497,000 كم²، أكبر من ولاية كاليفورنيا الأمريكية، و 16 مرة أكبر من بلجيكا (المستعمر القديم)، كانت الزراعة وتربية المواشي تجري على هضبة كاتانغا، الجزء الشرقي من المحافظة تعتبر منطقة تعدين غنية، بحيث كانت تزود بـ الكوبالت والنحاس والقصدير والراديوم واليورانيوم وألماس، عاصمتها لوبومباشي تعتبر ثاني أكبر مدينة في الكونغو.
حالياً المقاطعة انقسمت إلى أربعة مقاطعات رئيسية منذ عام 2015 هي مقاطعة نتجانيقا وأوت-لومامي ولولابا وأوت-كاتانغا بحيث يشكلون جزءاً من ستة وعشرون من مقاطعات الكونغو الديمقراطية الجديدة.